# Stade Tunisien
O Stade Tunisien é um clube de futebol tunisiano com sede em Tunis. A equipe compete no Campeonato Tunisiano de Futebol.

## História
O clube foi fundado em 1948.. Juntamente com o Africain e o Espérance , forma o grupo das três melhores equipas da capital.

## Títulos
| NACIONAIS | NACIONAIS            | NACIONAIS | NACIONAIS                           |
|           | Competição           | Títulos   | Temporadas                          |
| --------- | -------------------- | --------- | ----------------------------------- |
| Tunísia   | Campeonato Tunisiano | 4         | 1957, 1961, 1962, 1965.             |
| Tunísia   | Copa da Tunisia      | 6         | 1956, 1958, 1960, 1962, 1966, 2003. |
| Tunísia   | Copa da Liga         | 2         | 2000, 2002.                         |